# سداسي كربونيل الفاناديوم
سداسي كربونيل الفاناديوم هو معقد تناسقي ومركب فاناديوم عضوي صيغته الكيميائية V(CO)6، وهو كربونيل فلزي ذو لون أخضر مزرق.

## التحضير
يحضر هذا المعقد من تفاعل كلوريد الفاناديوم الثلاثي مع فلز الصوديوم في وسط من غاز أحادي أكسيد الكربون وبوجود مضاعف (2-ميثوكسي إيثيل) الإيثر (ديغلايم):
{\displaystyle \mathrm {VCl_{3}\ +\ 4\ Na\ +\ 6\ CO\ +\ Diglyme\ {\xrightarrow {(200\ bar,\ 433\ K,\ 48\ h)}}} }{\displaystyle \mathrm {\ Na(digly)_{2}[V(CO)_{6}]\ +\ 3\ NaCl} }
{\displaystyle \mathrm {[V(CO)_{6}]^{-}\ +\ H^{+}\ {\xrightarrow {\ }}H[V(CO)_{6}]\ {\xrightarrow {\ }}V(CO)_{6}\ +\ H_{2}} }

## الخواص
يوجد المركب في الشروط القياسية على هيئة صلب أخضر مزرق. على العكس من أغلب باقي الكربونيلات الفلزية التي تحقق قاعدة 18 إلكترون، فإن معقد سداسي كربونيل الفاناديوم لديه 17 إلكترون تكافؤ في بنيته.

## الاستخدامات
يمكن أن يستخدم هذا المركب حفازاً في تفاعلات المصاوغة والهدرجة.